# هيكارو نو غو
هيكارو نو غو (باليابانية: ヒカルの碁) هي سلسلة مانغا يابانية للمراهقين تتكلم عن لعبة غو من تأليف يومي هوتا ورسومات تاكيشي أوباتا وتحت إشراف لاعبة غو يوكاري يوميزاوا، وأقتبست المانغا إلى مسلسل أنمي تلفزيوني يحمل نفس الاسم. كان لهذه السلسلة من المانغا أهمية كبيرة في نشر لعبة غو بين الشباب في اليابان والبلدان الأخرى كالصين، هونغ كونغ، تايوان وكوريا الجنوبية بالإضافة إلى الولايات المتحدة. تتكون سلسلة هيكارو نو غو من 23 مجلد أطلق أول مجلد منها في 8 يناير عام 1999 وحتى 28 يوليو عام 2003. بينما كان مسلسل الأنمي بطول 75 حلقة عرض في 10 اكتوبر عام 2001 وانتهى عرضه في 23 مارس عام 2003 على تلفزيون طوكيو من إنتاج إستديو بيرو، وانتج الاستوديو حلقة واحدة عرضة في 3 يناير عام 2004.

## القصة
بينما كان هيكارو يبحث في مستودع جده وجد لوحة غو متقمصة بروح فوجيساوارا-نو-ساي وهو لاعب غو خيالي من فترة هييآن. كان ساي يتمنى لعب الغو مرة أخرى ليتفوق على الحركات المقدسة في الغو (神の一手 كامي نو إتّه). ولأن هيكارو كان الشخص الذي قابله أول خروجه فقد تقمصته في خياله وبدأ بلعب الغو عبره من خلال إعطاءه التعليمات.
إلا أن هيكارو نفسه بدأ بتعلم الغو تحت إلحاح ساي على الرغم من عدم اهتمامه السابق باللعبة. بدأ في تعلم الغو في نادي الغو بالمدرسة ثم انتسب إلى معهد تعليم الغو ودخل عالم الاحتراف.

## وصلات خارجية
- هيكارو نو غو على موقع ANN manga (الإنجليزية)